# 江渡聡徳
江渡 聡徳（えと あきのり、1955年〈昭和30年〉10月12日 ‐ ）は、日本の政治家。自由民主党所属の衆議院議員（9期）、衆議院原子力問題調査特別委員長。
自由民主党副幹事長、衆議院安全保障委員長、内閣府大臣政務官（第2次小泉改造内閣・第3次小泉内閣）、防衛副大臣（第1次安倍改造内閣・福田康夫内閣・第2次安倍内閣）、防衛大臣（第13代）、自民党たばこ議員連盟副会長、自民党青森県連会長などを歴任。
父・江渡誠一は社会福祉法人至誠会設立者・初代理事長。

## 来歴

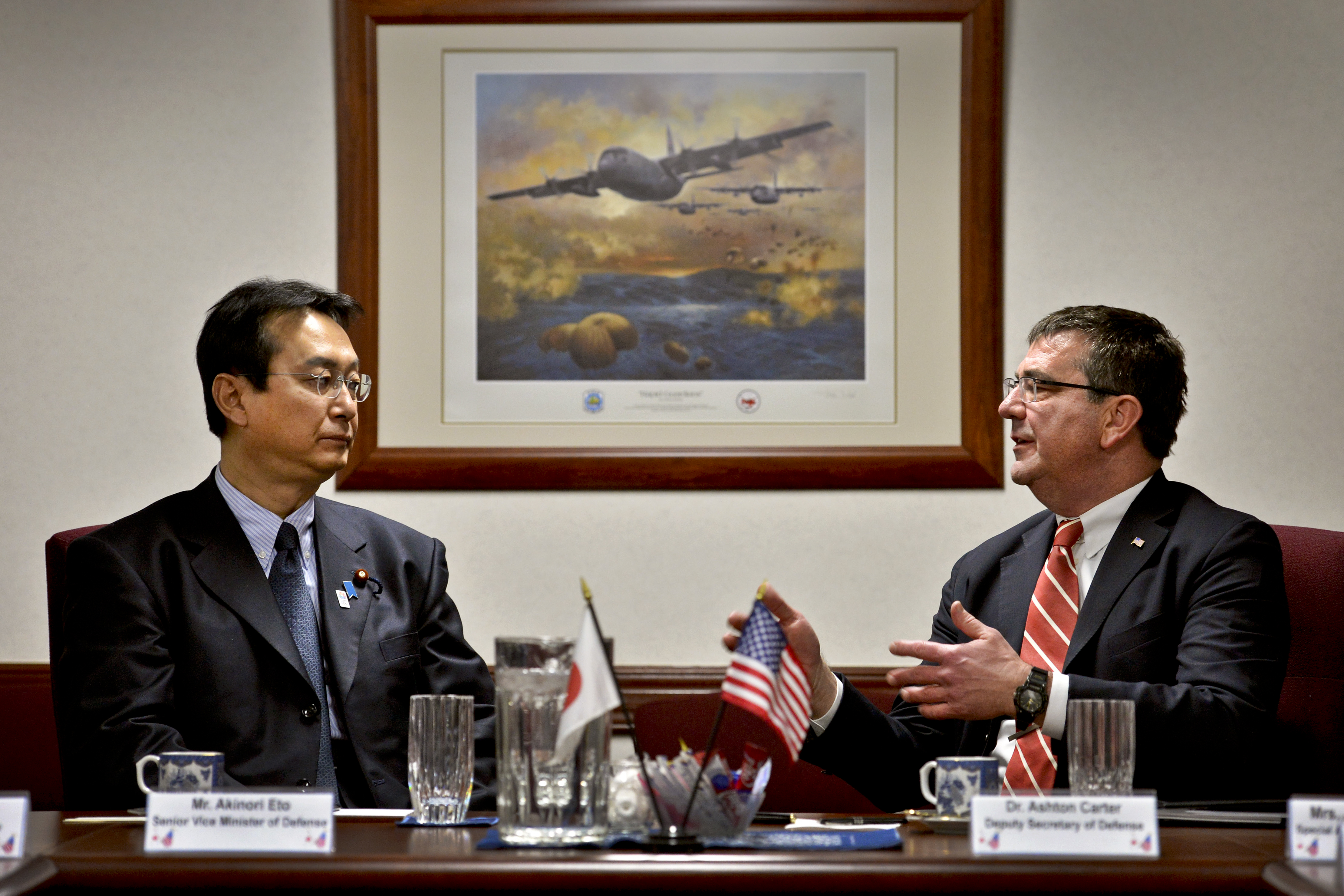
2013年3月17日、横田飛行場にてアメリカ合衆国国防副長官アシュトン・カーター（右）と

青森県十和田市生まれ。青森県立青森東高等学校、日本大学法学部法律学科卒業。日本大学大学院法学研究科修士課程（公法学専攻）修了。
1984年から、父・江渡誠一が設立して当時初代理事長を務めていた社会福祉法人至誠会に勤務し、同法人が運営するあけぼの学園園長等を歴任する。また1984年から光星学院八戸短期大学講師を務める（～1995年）。1988年より至誠会副理事長（～1996年）。
1996年、第41回衆議院議員総選挙に自由民主党公認で青森2区から出馬し、新進党公認の三村申吾を破り初当選。しかし、2000年の第42回衆議院議員総選挙では、前回下した三村（無所属の会公認）に敗れ、比例復活もならず落選。
2003年の第43回衆議院議員総選挙に再び青森2区から出馬し、3年ぶりに国政に復帰した。同年自由民主党政務調査会国防部会・厚生労働部会副部会長。2004年、第2次小泉改造内閣で内閣府大臣政務官に任命され、第3次小泉内閣まで務める。2005年、自由民主党国会対策副委員長に就任。2007年、安倍改造内閣で、自身が所属する高村派会長の高村正彦防衛大臣の下、防衛副大臣に任命され、福田康夫内閣でも再任された。2008年、再び自由民主党国会対策副委員長に就く。同年の自由民主党総裁選挙では麻生太郎の推薦人に名を連ね、麻生が自由民主党総裁に選出された。2009年の第45回衆議院議員総選挙では、与党に逆風が吹く中、民主党公認の中野渡詔子を約12,000票差で破り、青森2区で4選（中野渡も比例復活で当選）。同年自由民主党副幹事長に就任。
2012年社会福祉法人至誠会理事長に就任。同年の第46回衆議院議員総選挙に青森2区から出馬し、5選。同年12月26日に成立した第2次安倍内閣において、再度防衛副大臣に就任した。2013年10月、防衛副大臣を退任し、衆議院安全保障委員長に就任。
2014年9月、第2次安倍改造内閣で防衛大臣に任命され、初入閣。あわせて「国の存立を全うし国民を守るための切れ目のない安全保障法制の整備を推進するため企画立案及び行政各部の所管する事務の調整」を担当する国務大臣に任命された。同年12月14日投開票の第47回衆議院議員総選挙に青森2区から出馬し、6選。選挙後、後述の政治資金問題が第187回国会で問題視されたことを受け、新たに発足する第3次安倍内閣での大臣留任を固辞。同年12月24日午前の閣議において第2次改造内閣が総辞職したことを受け、防衛大臣を退任した。
2017年の第48回衆議院議員総選挙において、選挙区の区割り変更に伴い青森1区の津島淳との間でコスタリカ方式を導入。江渡は比例東北ブロックの単独候補（順位1位）で出馬し、7選。
2021年10月31日、第49回衆議院議員総選挙では、青森1区から出馬し、8選。
2024年9月12日、自民党総裁選挙が告示され、江渡が所属する麻生派からは河野太郎が立候補した。投票日前日の9月26日夜、麻生派幹部6人は都内のホテルに集まり、決選投票に高市早苗が残った場合は高市を支持する方針を決定した。会長の麻生太郎はさらに踏み込み、河野などの陣営に入っていた派閥メンバーに対し、側近議員を通じて「1回目の投票から高市に入れろ」と指示を飛ばした。同日22時半頃、産経新聞は、麻生が1回目の投票から高市を支援するよう自派閥の議員に指示を出したことをスクープした。9月27日総裁選執行。高市は1回目の議員投票で、報道各社の事前調査での30～40票を大きく上回る72票を獲得した。党員数と合わせた得票数は1位だったが、決選投票で石破茂に敗れた。江渡は1回目の投票では上川陽子に投じた。決選投票については、青森テレビの取材に対し、投票先を公表しなかった。
同年10月14日、自民党は第50回衆議院議員総選挙の比例代表に立候補する285人の名簿順位を発表した。比例東北ブロックにおいては江渡を単独1位、森下千里を単独2位とする優遇措置がとられた。10月27日、投開票が行われ、江渡は9期目の当選を果たした。同年11月13日、衆議院原子力問題調査特別委員長に就任。

## 政策・主張

### 憲法改正
- 日本国憲法の改正、集団的自衛権の行使を禁じた内閣法制局の憲法解釈の見直しに賛成[15]。
- 日本の核武装について「将来にわたって検討すべきでない」としている[15]。

### 税制
- 2012年の時点で、消費税を2014年4月に8%、2015年10月に10%まで引き上げる法律が成立したことについて「法律通りに引き上げるべきだ」と回答している[15]。
- 2014年の時点で、「2017年4月に消費税率を10%に引き上げるべきだ」と回答している[16]。
- 2017年の時点で、消費税を2019年10月に10%に引き上げることについて「賛成」と回答している[17]。
- たばこ税の増税については「断固、増税を認めません！」としている[18]。

### 受動喫煙問題
- 2009年8月に青森県タバコ問題懇談会が行った「タバコ問題アンケート」について下記のとおり回答している[19]。
  - 屋内全面禁煙の法制化について「飲食店等は業種・業態により禁煙と分煙が選べるようにする」
  - 路上喫煙禁止条例の制定について「条例や法律で規制するのではなく、喫煙者のマナーを向上させる」
  - 学校における喫煙規制について「敷地内禁煙にすべきだが、実施は市町村の自主性にまかせる」
  - 未成年へのたばこ販売禁止対策について「タバコ自動販売機のうち、タスポは継続させるが顔認証方式は中止する」
  - タクシーの禁煙化について「業界の決定にまかせる」
  - 葉タバコ農業について「これまで通り葉タバコ農業を推進・奨励する」
  - 事務所の受動喫煙防止対策について「禁煙・分煙対策をとっていない」
- 2017年10月に青森県タバコ問題懇談会が行った「タバコ問題アンケート」については回答していない[20]。
- 屋内禁煙に反対する自民党たばこ議員連盟に所属している。

### その他
- 女性宮家の創設に反対[15]。
- 選択的夫婦別姓制度の導入に反対[21]。
- 日本の環太平洋戦略的経済連携協定（TPP）参加に反対[15]。
- 2013年11月26日、特定秘密保護法案の採決で賛成票を投じている[22]。
- 2021年10月18日、中国とロシアの艦艇10隻が津軽海峡を東方向に通過した際、憂慮している考えだが、対応は行っていない。（※津軽海峡の一部が公海である点について、特に見識は持っていない。）
- 2023年05月15日現在、自民党と公明党提出のLGBT法案（性的指向及び性同一性の多様性に関する国民の理解の増進に関する法律案）に反対の意見は持っているが、どちらに票を投じるのかは不透明。
- ソーシャルメディア等での政治活動や政策などの発信は、選挙期間中以外は行わない方針の模様。

## 政治資金問題
政治資金規正法は、選挙活動を除いて資金管理団体による候補者個人への寄付を禁じているが、江渡の資金管理団体「聡友会」において衆院選があった2009年と2012年の選挙期間内ではない時期に、4回にわたって、計350万円を江渡個人に寄付した、と政治資金収支報告書に記載されていた。また、「聡友会」では、2012年に「会合費」2万円を支出した記載があるが、野党議員から「インターネットでこの店の求人を見たら、『キャバクラ求人』と書いてある」と指摘された。江渡側は、「クラブ」であると反論している。

## 人物
- 容姿がウルトラマンに似ていることから自身のホームページではニックネームの「エトマン」を名乗っている[25][26]。
- 喫煙者である[19]。

## 選挙歴
| 当落 | 選挙                   | 執行日         | 年齢 | 選挙区           | 政党       | 得票数    | 得票率 | 定数 | 得票順位 /候補者数 | 政党内比例順位 /政党当選者数 |
| ---- | ---------------------- | -------------- | ---- | ---------------- | ---------- | --------- | ------ | ---- | ------------------ | ---------------------------- |
| 当   | 第41回衆議院議員総選挙 | 1996年10月20日 | 41   | 青森県第2区      | 自由民主党 | 6万3672票 | 41.86% | 1    | 1/5                | /                            |
| 落   | 第42回衆議院議員総選挙 | 2000年06月25日 | 44   | 青森県第2区      | 自由民主党 | 7万4118票 | 43.29% | 1    | 2/4                | 9/7                          |
| 当   | 第43回衆議院議員総選挙 | 2003年11月09日 | 48   | 青森県第2区      | 自由民主党 | 9万6784票 | 75.07% | 1    | 1/3                | /                            |
| 当   | 第44回衆議院議員総選挙 | 2005年09月11日 | 49   | 青森県第2区      | 自由民主党 | 8万9887票 | 58.26% | 1    | 1/4                | /                            |
| 当   | 第45回衆議院議員総選挙 | 2009年08月30日 | 53   | 青森県第2区      | 自由民主党 | 8万6654票 | 54.01% | 1    | 1/4                | /                            |
| 当   | 第46回衆議院議員総選挙 | 2012年12月16日 | 57   | 青森県第2区      | 自由民主党 | 8万1937票 | 65.22% | 1    | 1/4                | /                            |
| 当   | 第47回衆議院議員総選挙 | 2014年12月14日 | 59   | 青森県第2区      | 自由民主党 | 8万1054票 | 67.48% | 1    | 1/3                | /                            |
| 当   | 第48回衆議院議員総選挙 | 2017年10月22日 | 62   | 比例東北ブロック | 自由民主党 | ーー票    | ーー   | 13   | /                  | 1/5                          |
| 当   | 第49回衆議院議員総選挙 | 2021年10月31日 | 66   | 青森県第1区      | 自由民主党 | 9万1011票 | 52.41% | 1    | 1/3                | /                            |
| 当   | 第50回衆議院議員総選挙 | 2024年10月27日 | 69   | 比例東北ブロック | 自由民主党 | ーー票    | ーー   | 12   | /                  | 1/5                          |

## 所属団体・議員連盟
- 自民党たばこ議員連盟（副会長）[27][28]
- 自由民主党たばこ特別委員会（委員長）[29]
- 番町政策研究所（副会長）
- みんなで靖国神社に参拝する国会議員の会
- 日本の前途と歴史教育を考える議員の会
- 政教分離を貫く会（代表世話人）
- 北京オリンピックを支援する議員の会
- 神道政治連盟国会議員懇談会[30]
- 日本会議国会議員懇談会
- TPP交渉における国益を守り抜く会